# Mastophora pickeli
Mastophora pickeli är en spindelart som beskrevs av Cândido Firmino de Mello-Leitão 1931. Mastophora pickeli ingår i släktet Mastophora och familjen hjulspindlar. Inga underarter finns listade i Catalogue of Life.